# Rok the Nation
A Rok the Nation a svéd popduó Rob’n’Raz és Leila K közös dala. A dal az angol kislemezlista 41. helyéig jutott.

## Megjelenések
CD Maxi Németország  Arista 662 972
1. Rok The Nation (Radio Edit) - 3:45
2. Rok The Nation (Rok The Dancefloor) - 6:55
3. Fonky Beats For Your Mind - 2:38
4. Rok The Nation (Swemix Radio Edit) - 3:38

12" promo Kanada  Arista 612 971
1. Rok The Nation (Rok A Dance Floor) - 6:58
2. Rok A Nation (Radio Edit) - 3:45
3. Rok A Nation (Swemix Club Version) - 5:22
4. Fonky Beats For Your Mind - 02:35

12" remixes Németország  Arista 613 054
1. Rok The Nation (Panik Mix) - 6:08
2. Rok The Nation (Funk E Drummer Mix) - 6:11
3. Rok The Nation (Like A Drum Mix)- 3:42

## Slágerlisták
| Slágerlista (1990)                    | Legmagasabb helyezés |
| ------------------------------------- | -------------------- |
| Australia (ARIA)                      | 79                   |
| Finland (Suomen virallinen lista)     | 3                    |
| Németország (Media Control Charts)    | 21                   |
| Írország (IRMA)                       | 21                   |
| Hollandia (Top 40)                    | 16                   |
| Svédország (Sverigetopplistan)        | 3                    |
| Svájc (Schweizer Hitparade)           | 13                   |
| Egyesült Királyság (UK Singles Chart) | 41                   |